# ليدي بيرد جونسون
كلوديا ألتا «ليدي بيرد» جونسون (بالإنجليزية: Lady Bird Johnson) (تايلور قبل الزواج) (22 ديسمبر 1912 – 11 يوليو 2007) كانت سيدة ذات معارف اجتماعية أمريكية، والسيدة الأولى للولايات المتحدة (1963-1969)، وزوجة الرئيس السادس والثلاثين للولايات المتحدة ليندون بينز جونسون، وكانت السيدة الثانية للولايات المتحدة أيضًا.

## السيدة الأولى للولايات المتحدة
بدأت ليدي بيرد بصفتها السيدة الأولى مشروع تجميل العاصمة (جمعية من أجل عاصمة وطنية أجمل). تجسد هدفها بتحسين صورة واشنطن العاصمة لكل من السكان والسائحين من خلال زراعة ملايين الزهور والكثير منها على أرض ناشيونال بارك سيرفيس على طول الطرق المحيطة بالعاصمة. قالت: «يُزهر الأمل عندما تتفتح الزهور».
عملت على نطاق واسع مع نائب الرئيس التنفيذي للجمعية الأمريكية لأصحاب المشاتل روبرت ف. ليدرر لحماية الأزهار البرية وتشجيع زراعتها على طول الطرق السريعة. ألهمت جهودها برامج مماثلة في جميع أنحاء البلاد. أصبحت زوجة الرئيس الأولى التي تدافع بنشاط عن التشريع عندما كانت تلعب دورًا فعالًا في الترويج لقانون تجميل الطرق السريعة، والذي أُطلق عليه اسم «قانون ليدي بيرد». أُنشئ القانون لتجميل نظام الطرق السريعة في البلاد عن طريق الحد من اللوحات الإعلانية وزراعة المناطق الخالية على جانب الطريق. كانت أيضًا مدافعة عن برنامج «هيد ستارت» لدعم أطفال الأسر ذات الدخل المنخفض وتشجيعهم على الاستعداد للمدرسة.
بنت ليدي بيرد الهيكل العصري لمكتب السيدة الأولى، فكانت الأولى في هذا الدور التي لديها سكرتير صحفي ورئيس هيئة موظفين واتصال خارجي مع الكونغرس. كانت ليز كاربنتر السكرتيرة الصحفية لها بين عامي 1963-1969، وهي زميلة متخرجة من جامعة تكساس. كانت كاربنتر أول سيدة إخبارية محترفة تصبح سكرتيرة صحفية لسيدة أولى، إذ عملت أيضًا مديرة موظفي ليدي بيرد. تُعد الفترة التي كانت فيها الليدي بيرد السيدة الأولى بداية لتعيين الموظفين في الجناح الشرقي للعمل في مشاريع السيدة الأولى بشكل خاص.
سافرت ليدي بيرد خلال انتخابات عام 1964 عبر ثماني ولايات جنوبية في قطارها الخاص لتعزيز قانون الحقوق المدنية، وألقت 45 خطابًا على مدى خمسة أيام. كانت أول جولة فردية من قبل سيدة أولى. قال الرئيس جونسون في البداية إنه سيرفض ترشيح الحزب الديمقراطي لمنصب الرئيس لأنه كان غير سعيد في أثناء خدمته في حكومة الرئيس كينيدي ويعتقد أن الحزب لا يريده. أقنعته السيدة الأولى بتغيير موقفه، مؤكدة له قيمته وإمكانية أخذ الجمهوريين للبيت الأبيض في حال انسحابه.
واصلت ليدي بيرد جولتها في ويسلستوب في أكتوبر عام 1964، واستخدمت طائرة توربينية من نوع لوكهيد إل-188 إليكترا من خطوط برانيف الجوية الدولية الأمريكية للبدء بجولة تتضمن العديد من الولايات تتوقف في تكساس وأوكلاهوما، وأركنساس، وإنديانا، وكنتاكي. أطلقت برانيف على لوكهيد إليكترا اسم «ذا ليدي بيرد سبيشال» بعد قطار جولات ويسليستوب الأرضي، وكُتبت جملة «ذا ليدي بيرد سبيشال» على جوانب الطائرة، ورُسمت خريطة طريق خاصة للجولة في الجزء الأمامي السفلي من جسم الطائرة بالقرب من مهابط الدخول الرئيسية. أصبحت ليدي بيرد أول سيدة تحمل الكتاب المقدس عندما أقسم زوجها اليمين في 20 يناير عام 1965 وهو تقليد مستمر.
سافرت ليدي بيرد إلى مونتريال في كندا في أواخر أغسطس عام 1967 لحضور معرض إكسبو 67، ويقول مساعد بالبيت الأبيض إن الرئيس حثها على السفر إلى هناك منذ سفره إليه برحلة خاصة قبل ثلاثة أشهر.
بدأت ليدي بيرد بجولة في منطقة الغرب الأوسط في منتصف سبتمبر عام 1967 كجزء من رحلة وصفها أحد أعضاء البيت الأبيض بأنها «غالبًا ما كانت زراعية خلال النهار وثقافية في الليل». تراجع دعم المزارعين للرئيس جونسون قبل أشهر قليلة من محاولة إعادة انتخابه. قالت ليدي بيرد في حديث مع حشد في منيابولس في ولاية مينيسوتا  في 20 سبتمبر إن المشاكل داخل المدن الأمريكية تسبب الجريمة.
أجابت إيرثا كيت عندما سألتها السيدة الأولى في يناير عام 1968 في مأدبة غداء بالبيت الأبيض عن آرائها بشأن حرب فيتنام، فأجاب: أنتِ أرسلتِ أفضل ما في هذا البلد ليكون عرضة للرصاص والتشوه، فلا تستغربي من تمرد الصغار وتعاطيهم الماريغوانا». قيل إن تصريحات كيت المناهضة للحرب تسببت في اندفاع السيدة جونسون إلى البكاء وأدت إلى عرقلة حياة كيت المهنية.
كانت ليدي بيرد حريصة على تخلي زوجها عن منصبه قرب نهاية ولايته الأولى، وأعربت عن قلقها من تأثيرات فترة الولاية الثانية السلبية على صحته في سبتمبر عام 1967. يمكن أن تكون هذا المخاوف الصحية أحد الأسباب التي دفعت الرئيس جونسون إلى عدم السعي إلى إعادة انتخابه.

## وصلات خارجية
- ليدي بيرد جونسون على موقع IMDb (الإنجليزية)
- ليدي بيرد جونسون على موقع الموسوعة البريطانية (الإنجليزية)
- ليدي بيرد جونسون على موقع مونزينجر (الألمانية)
- ليدي بيرد جونسون على موقع إن إن دي بي (الإنجليزية)
- ليدي بيرد جونسون على موقع ديسكوغز (الإنجليزية)
- ليدي بيرد جونسون على موقع قاعدة بيانات الفيلم (الإنجليزية)
- ليدي بيرد جونسون على موقع كينوبويسك (الروسية)

- Lady Bird Johnson, Former First Lady, Dies at 94
- Lyndon B. Johnson Presidential Library Tribute Site نسخة محفوظة 28 أغسطس 2015 على موقع واي باك مشين.
- Lady Bird Johnson Wildflower Center
- FBI files on Lady Bird Johnson
- Redwood National Park — Lady Bird Johnson Grove
- Oral History Interviews with Lady Bird Johnson, from the Lyndon Baines Johnson Library
- "Claudia Alta "Lady Bird" Taylor Johnson". Presidential First Lady. فايند أغريف. 9 أغسطس 2003. اطلع عليه بتاريخ 2011-08-18.